# Euryproctus striatus
Euryproctus striatus är en stekelart som först beskrevs av Cameron 1906.  Euryproctus striatus ingår i släktet Euryproctus och familjen brokparasitsteklar. Inga underarter finns listade i Catalogue of Life.